# Échangeur de Lognes
L'échangeur de Lognes est un échangeur autoroutier situé sur le territoire des communes de Lognes et de Noisiel, à l'est de Marne-la-Vallée en Seine-et-Marne. Il est constitué d'un ensemble de bretelles et de deux ronds-points. L'échangeur permet une connexion entre l'autoroute A4 et la Francilienne sud (RN 104) ainsi que la desserte des villes de Lognes, Noisiel, Emerainville, Croissy-Beaubourg et Torcy.
En 2014, le sud de l'échangeur est revu : la RN 104 est dédoublée dans chaque sens.

## Axes concernés
- l'A 4 : axe Paris - Strasbourg ;
- la RN 104 (Francilienne sud) : vers le sud de Paris ;
- la RD 499, ex-RN 499 (route de la Brie) : desserte de Noisiel et Torcy ;
- la RD 1406, ex-RN 303 (boulevard de Courcerin) : desserte de Lognes, Croissy-Beaubourg et Emerainville ;

## Dessertes
- Aérodrome de Lognes-Émerainville
- Zone d'activités Pariest